# Mesosetum comatum
Mesosetum comatum är en gräsart som beskrevs av Jason Richard Swallen. Mesosetum comatum ingår i släktet Mesosetum och familjen gräs. Inga underarter finns listade i Catalogue of Life.